# Амфиционины
Амфиционины (лат. Amphicyoninae) — вымершее подсемейство псообразных хищных из вымершего семейства амфиционид (Amphicyonidae). Они населяли Северную Америку, Евразию и Африку примерно от 22,4 до 4,9 миллионов лет назад. Амфиционины просуществовали в течение около 17,5 миллионов лет.
Подсемейство описал Trouessart в 1885 году. Matthew в 1902 году отнёс его к псовым, Ginsburg в 1977 году к медвежьим и, наконец, в 1998 году Hunt поместил его в семейство амфиционид.

## Систематика
- Род Agnotherium
  - A. antiquus
  - A. grivense
- Род Amphicyon — найдены в Европе и Северной Америке
  - A. frendens
  - A. bohemicus
  - A. castellanus
  - A. caucasicus
  - A. galushai
  - A. giganteus
  - A. ingens
  - A. intermedius (типовой вид)
  - A. laugnacensis
  - A. longiramus
  - A. major
  - A. pontoni
  - A. reinheimeri
  - A. riggsi
  - A. tairumensis
  - A. ulungurensis
- Род Brachycyon
  - B. reyi
  - B. palaeolycos
  - B. gaudryi
- Род Cynelos
  - C. caroniavorus
  - C. crassidens
  - C. helbingo
  - C. idoneus
  - C. jourdan
  - C. lemanensis
  - C. pivetaui
  - C. rugosidens
  - C. schlosseri
  - C. sinapius
- Род Cynodictis
  - C. lacustris
- Род Euroamphicyon
  - E. olisiponensis
- Род Gobicyon
  - G. macrognathus
  - G. zhegalloi
- Род Guangxicyon
  - G. sinoamericanus
- Род Haplocyon
  - H. elegans
  - H. crucians
- Род Haplocyonoides
  - H. mordax
  - H. serbiae
  - H. ponticus
- Род Haplocyonopsis
- Род Harpagocyon
- Род Heducides
- Род Ischyrocyon — известны из Северной Америки
  - I. gidleyi
- Род Paradaphoenus
  - P. cuspigerus
  - P. minimus
  - P. tooheyi
- Род Pericyon
- Род Pliocyon — известны из Северной Америки
  - P. medius
  - P. robustus
- Род Proamphicyon
- Род Protemnocyon
- Род Pseudarctos
  - P. bavaricus
- Род Pseudamphicyon
  - P. bavaricus
- Род Pseudocyon — известны из Северной Америки и Европы
  - P. sansaniensis
  - P. steinheimensis
  - P. styriacus
- Род Pseudocyonopsis
  - P. ambiguus
  - P. antiquus
  - P. quercensis
- Род Symplectocyon
- Род Ysengrinia — известны из Северной Америки и Европы
  - Y. americanus
  - Y. depereti
  - Y. geraniana
  - Y. ginsburg
  - Y. tolosana